# Verborgen Verhalen
Verborgen Verhalen is een televisieprogramma van de EO dat op 25 oktober 2009 voor het eerst is uitgezonden.

## Thema
In dit programma staan waargebeurde verhalen van kinderen centraal, die worden nagespeeld door acteurs. Aan ieder verhaal is een spreuk uit de Bijbel gekoppeld. Iedere aflevering vertelt een ander verhaal.

## Afleveringen
In 2013 zijn er geen nieuwe afleveringen van Verborgen Verhalen uitgezonden.
Het programma maakte een 'doorstart' in 2019 met acht nieuwe afleveringen.

### Seizoen 1 (2009)
| Aflevering (Seizoen) | Aflevering (Serie) | Titel              |
| -------------------- | ------------------ | ------------------ |
| 1                    | 1                  | Verliefd           |
| 2                    | 2                  | Schuld             |
| 3                    | 3                  | Brand              |
| 4                    | 4                  | Tweede Prijs       |
| 5                    | 5                  | True Colors        |
| 6                    | 6                  | Scoren             |
| 7                    | 7                  | Nieuwe Kleren      |
| 8                    | 8                  | Keihard            |
| 9                    | 9                  | Een perfecte kerst |
| 10                   | 10                 | Feest              |

### Seizoen 2 (2010)
| Aflevering (Seizoen) | Aflevering (Serie) | Titel                   |
| -------------------- | ------------------ | ----------------------- |
| 1                    | 11                 | Fake                    |
| 2                    | 12                 | Verboden toegang        |
| 3                    | 13                 | Loser                   |
| 4                    | 14                 | Zonder Jou              |
| 5                    | 15                 | Schijnbeweging          |
| 6                    | 16                 | Geheim (2 afleveringen) |
| 7                    | 17                 | Drie Musketiers         |
| 8                    | 18                 | Lange Nacht             |
| 9                    | 19                 | Superheld               |
| 10                   | 20                 | Beat it                 |
| 11                   | 21                 | Skinny                  |
| 12                   | 22                 | Zorgen                  |
| 13                   | 23                 | Prinses                 |
| 14                   | 24                 | Schot In Eigen Doel     |
| 15                   | 25                 | Afgeschreven            |
| 16                   | 26                 | Hemel                   |
| 17                   | 27                 | Hoofdrol                |
| 18                   | 28                 | Saus                    |

### Seizoen 3 (2011)
| Aflevering (Seizoen) | Aflevering (Serie) | Titel    |
| -------------------- | ------------------ | -------- |
| 1                    | 29                 | Sophie   |
| 2                    | 30                 | Jayden   |
| 3                    | 31                 | July     |
| 4                    | 32                 | Floyd    |
| 5                    | 33                 | Maartje  |
| 6                    | 34                 | Kevin    |
| 7                    | 35                 | Annelies |
| 8                    | 36                 | Edgar    |
| 9                    | 37                 | Emma     |
| 10                   | 38                 | Ricardo  |
| 11                   | 39                 | Casper   |

### Seizoen 4 (2012)
| Aflevering (Seizoen) | Aflevering (Serie) | Titel     |
| -------------------- | ------------------ | --------- |
| 1                    | 40                 | Victoria  |
| 2                    | 41                 | Davey     |
| 3                    | 42                 | Veerle    |
| 4                    | 43                 | Aram      |
| 5                    | 44                 | Ellis     |
| 6                    | 45                 | Tom       |
| 7                    | 46                 | Dana      |
| 8                    | 47                 | Leo(tine) |
| 9                    | 48                 | Boy       |
| 10                   | 49                 | Liz       |
| 11                   | 50                 | Joris     |
| 12                   | 51                 | Tanja     |

### Seizoen 5 (2014)
| Aflevering (Seizoen) | Aflevering (Serie) | Titel  |
| -------------------- | ------------------ | ------ |
| 1                    | 52                 | Jacky  |
| 2                    | 53                 | Lois   |
| 3                    | 54                 | Jeska  |
| 4                    | 55                 | Trevor |
| 5                    | 56                 | Nathan |
| 6                    | 57                 | Jelle  |
| 7                    | 58                 | Megan  |
| 8                    | 59                 | Anna   |

### Seizoen 6 (2019)
| Aflevering (Seizoen) | Aflevering (Serie) | Titel      |
| -------------------- | ------------------ | ---------- |
| 1                    | 60                 | Nigel/Lena |
| 2                    | 61                 | Elif       |
| 3                    | 62                 | Luuk       |
| 4                    | 63                 | Jeffrey    |
| 5                    | 64                 | Kato       |
| 6                    | 65                 | Bastiaan   |
| 7                    | 66                 | Vince      |
| 8                    | 67                 | Vanessa    |

### Seizoen 7 (2021/2022)
| Aflevering (Seizoen) | Aflevering (Serie) | Titel                     |
| -------------------- | ------------------ | ------------------------- |
| 1                    | 68                 | Rochelle (2 afleveringen) |
| 2                    | 69                 | Daniel (2 afleveringen)   |
| 3                    | 70                 | Justin (2 afleveringen)   |
| 4                    | 71                 | Maya (2 afleveringen)     |
| 5                    | 72                 | Stef (2 afleveringen)     |
| 6                    | 73                 | Orlando (2 afleveringen)  |
| 7                    | 74                 | Bente (2 afleveringen)    |

## Rolverdeling
Hieronder een geselecteerd overzicht met enkel bekende of later doorgebroken acteurs.
| Acteur           | Personage     | Aflevering       | Jaar |
| ---------------- | ------------- | ---------------- | ---- |
| Emilie Pos       | Florien       | Verliefd         | 2009 |
| Bas van Prooijen | Dennis        | Brand            | 2009 |
| Hakim Barkaoui   | Esmat         | Scoren           | 2009 |
| Niels Gomperts   | Sjoerd        | Superheld        | 2010 |
| Nils Verkooijen  | Bart          | Verboden Toegang | 2010 |
| Rick Mackenbach  | Bram          | Beat it          | 2010 |
| Dzifa Kusenuh    | Maya          | Beat it          | 2010 |
| Jelmer Ouwerkerk | Thijs         | Sophie           | 2011 |
| Joost Koning     | Marcus        | July             | 2011 |
| Stefan Perrier   | Faas          | Edgar            | 2011 |
| Tobias Kersloot  | Tom           | Tom              | 2012 |
| Roos Wiltink     | Lola          | Liz              | 2012 |
| Abbey Hoes       | Karin         | Tanja            | 2012 |
| Selin Akkulak    | Jane          | Boy              | 2012 |
| Bilal Wahib      | Nas           | Jacky            | 2014 |
| Elodie Hooftman  | Anna          | Anna             | 2014 |
| Luuk van Leeuwen | Luuk          | Luuk             | 2019 |
| Jasha Rudge      | broer Orlando | Orlando          | 2022 |